# Mediatore europeo
Il mediatore europeo  è un organo rilevante nella struttura dell'UE, che indaga su denunce relative a casi di cattiva amministrazione che coinvolgono altri organi e istituzioni dell'UE. La figura è stata istituita dal Trattato sull’Unione europea (Maastricht, 1992) e ha sede a Strasburgo.

## Funzioni
Secondo l'art. 228 TFUE (Trattato sul funzionamento dell'Unione europea) il mediatore europeo, eletto dal Parlamento europeo per la durata della legislatura con mandato rinnovabile, è una carica istituzionale europea  abilitata a ricevere le denunce di qualsiasi cittadino dell'Unione o di qualsiasi persona fisica o giuridica che risieda o abbia la sede sociale in uno Stato membro, riguardanti casi di cattiva amministrazione nell'azione delle istituzioni, degli organi e degli organismi dell'Unione europea. Il Mediatore europeo agisce in completa indipendenza da ogni potere, ivi compreso dal Parlamento Europeo. Non può infatti essere rimosso dall'incarico da parte del Parlamento: sempre secondo l'art.228, par. 2, 2 comma, del Trattato sul Funzionamento dell'Unione europea, il Parlamento può solo presentare un ricorso alla Corte di giustizia con cui chiede di rendere dimissionario il mediatore, ma spetta appunto alla sola Corte decidere.
La sua figura corrisponde a quella dell'Ombudsman della tradizione scandinava che in Italia corrisponde al difensore civico.
Qualsiasi cittadino dell'Unione, o qualsiasi ente, organizzazione, persona fisica o giuridica che risieda o abbia la sede in uno Stato membro, può rivolgersi a questa figura per denunciare casi di cattiva amministrazione nell´azione delle istituzioni, degli organi o degli organismi dell'Unione, ad eccezione della Corte di giustizia e del Tribunale di primo grado nell'esercizio della funzione giurisdizionale. Il Mediatore europeo potrà in questi casi rinviare al Tribunale di primo grado o alla Corte di giustizia, a seconda dei casi. Non rientrano, invece, nelle competenze del Mediatore europeo i casi riguardanti le amministrazioni nazionali, regionali o locali, sebbene le denunce si riferiscano a presunte violazioni del diritto comunitario.
L'art. 195 esclude che l'iniziativa possa essere portata avanti contro gli Stati membri per i loro comportamenti abusivi.
Il Mediatore europeo svolge le indagini che ritiene opportune e, in caso di esito positivo, avverte l'autorità interessata. 
Questa deve presentare il proprio punto di vista entro tre mesi dal rapporto e, alla fine della procedura, il Mediatore presenta la propria relazione al Parlamento europeo informando il denunciante dell'esito delle indagini.

## Lista dei mediatori europei
Il primo Ombudsman è stato il finlandese Jacob Söderman dal 1995 al 2003. Gli è succeduto il greco Nikiforos Diamandouros. Nel 2013 il dimissionario Diamandouros lascia il posto alla prima donna a ricoprire questa carica: l'irlandese Emily O'Reilly, eletta il 3 luglio 2013, ha preso funzione come Mediatrice europea il 1º ottobre 2013. Il suo mandato è scaduto al termine della legislatura del Parlamento europeo nel 2014. Il nuovo Parlamento ha rieletto la O'Reilly per un secondo mandato quinquennale, al termine del quale è entrata in carica la portoghese Teresa Anjinho.
| Immagine | Nome                   | Stato      | Periodo        |
| -------- | ---------------------- | ---------- | -------------- |
|          | Jacob Söderman         | Finlandia  | 1995-2003      |
|          | Nikiforos Diamandouros | Grecia     | 2003-2013      |
|          | Emily O'Reilly         | Irlanda    | 2013-2025      |
|          | Teresa Anjinho         | Portogallo | 2025-in carica |